# المنزل العلياء (بعدان)

تعديل مصدري - تعديل

المنزل العلياء هي إحدى قرى عزلة سير بمديرية بعدان التابعة لمحافظة إب، بلغ تعداد سكانها 523 نسمة حسب تعداد اليمن لعام 2004.